# Twin Coach

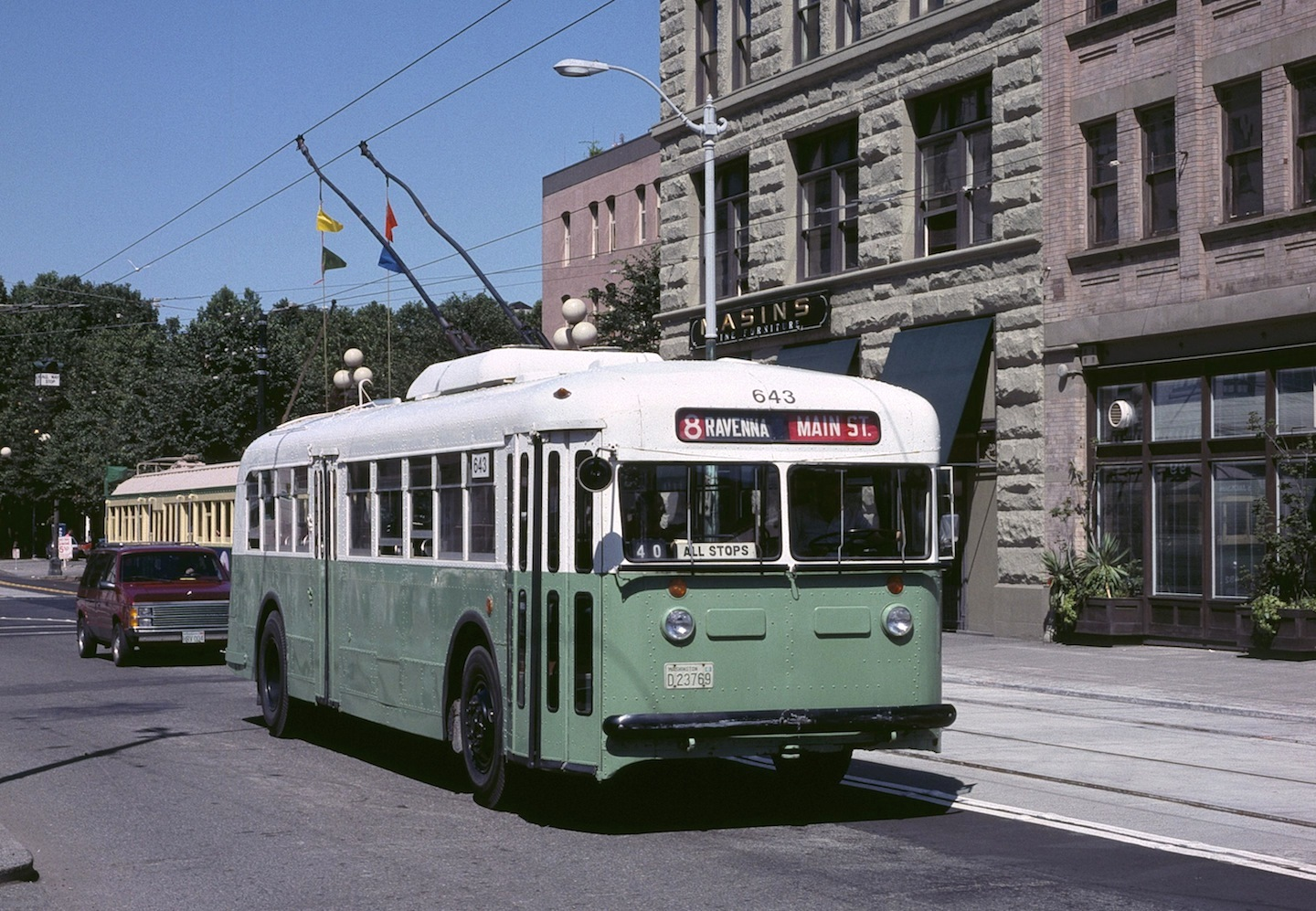
Ein Twin-Coach-Oberleitungsbus von 1940 in Seattle (1990)

Twin Coach war ein US-amerikanischer Fahrzeughersteller aus Kent, Ohio, der von 1927 bis 1962 existierte. Das Hauptprodukt des Unternehmens waren Omnibusse und Oberleitungsbusse, daneben stellte es auch Lastwagen, Motoren und Flugzeugteile her. Gegründet wurde das Unternehmen 1927 von den beiden Brüdern Frank und William Fageol, die zuvor bereits mehrere Unternehmen im Bereich Fahrzeugbau gegründet hatten. Frank war – wie bereits in den Vorgängerfirmen – auch maßgeblich an der Entwicklung neuer Busse beteiligt, weshalb die Firma auch teilweise als Fageol Twin Coach bezeichnet wurde. Nach dem Zweiten Weltkrieg wurde der Zusatz Fageol auch offiziell von der Firma genutzt. Ursprüngliches Ziel der Firma Twin Coach war es, Busse mit einer neuartigen Frontlenker-Konstruktion und zwei Motoren herzustellen und zu verkaufen. Die Verwendung von zwei Motoren war namensgebend für den neuen Bustyp, nach dem die Firma benannt wurde.

## Geschichte

### Vorgeschichte

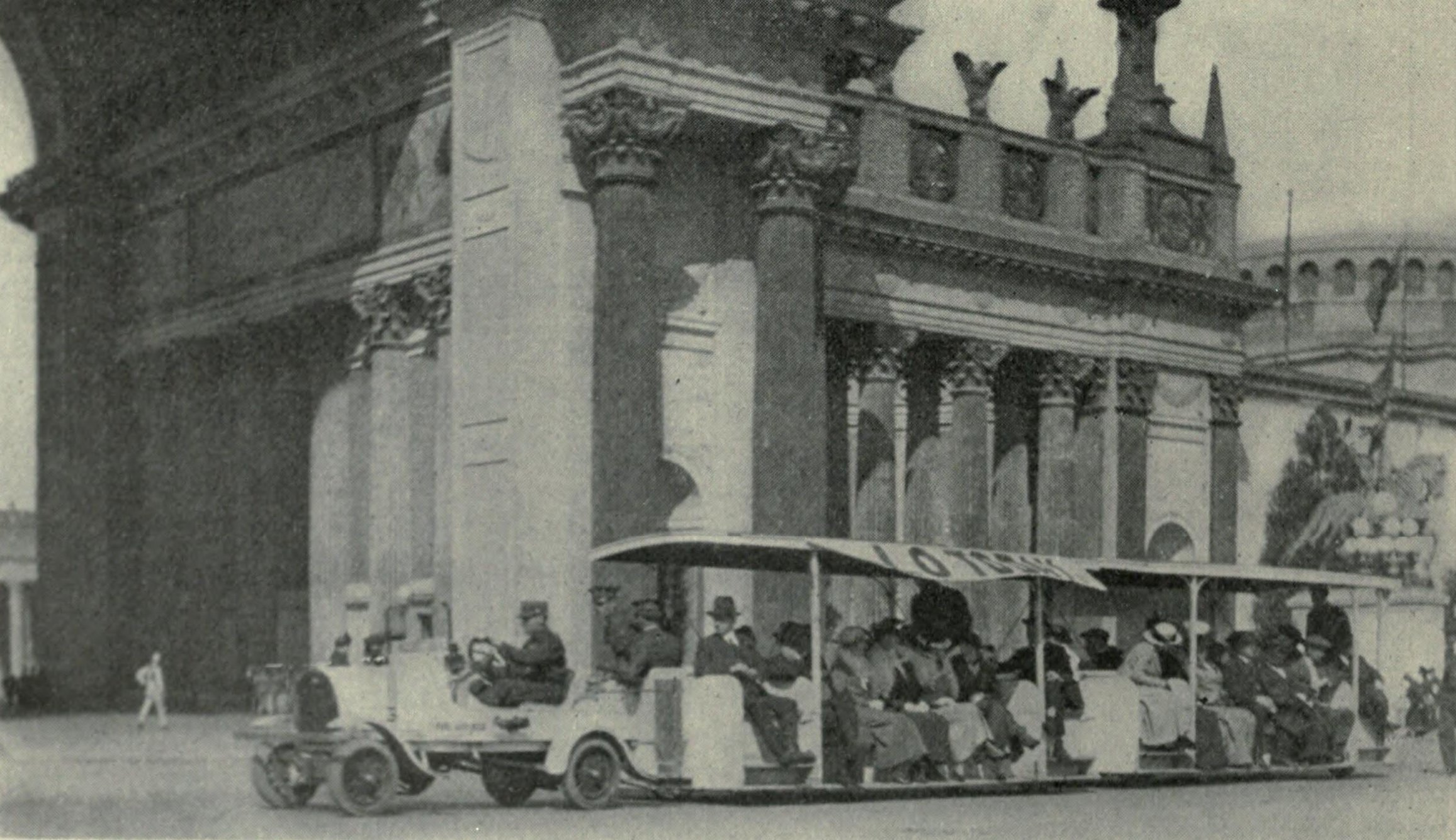
Eine der 1915 gebauten Wegebahnen an der Panama-Pacific International Exposition

Bereits im Jahr 1900 sammelte Frank Fageol erste Erfahrungen im Fahrzeugbau, als er mit seinem Bruder Rollie in der Scheune seines Vaters ein Automobil baute. 1906 kaufte er eine Autowerkstatt in Oakland, Kalifornien und stellte seine Brüder ein. Durch diese Werkstatt, über die der Vertrieb von Autos der Marke Rambler an der Westküste erfolgte, erlangten die Fageols in der Branche Bekanntheit. 1914 gründete Frank zusammen mit Rollie schließlich mit der Fageol Auto Train Inc. sein erstes Unternehmen, welches Fahrzeuge herstellte. Für die 1915 in San Francisco stattfindende Panama-Pacific International Exposition wurden Wegebahnen hergestellt, welche die Besucher auf dem Ausstellungsgelände transportierten. 1916 verkauften die Fageols die Autowerkstatt und Frank und William gründeten – ebenfalls in Oakland – die Fageol Motors Company, mit dem Ziel Lastwagen herzustellen. Das erste Produkt war jedoch ein Luxus-Automobil, LKW und Traktoren folgten erst im Jahr darauf.
Ab 1920 trieb Frank Fageol den Verkauf von Lastwagen im Osten der Vereinigten Staaten verstärkt voran, was dazu führte, dass die Fageol Motors Company of Ohio mit Sitz in Cleveland gegründet wurde. Dennoch verließ der erste von Frank Fageol konstruierte Bus 1922 die Werkshallen in Oakland. Diese unter dem Namen Safety Coach vertriebenen Fahrzeuge verkauften sich so gut, dass man sich 1923 entschied, eine Fabrikhalle in Kent, Ohio zu mieten, um dort lokal Karosserien auf die in Kalifornien hergestellten Chassis zu bauen.
Nachdem die Firmen American Car and Foundry (ACF) und J. G. Brill Company immer mehr Aktienanteile der Fageol Motors Company, der Fageol Motors Company of Ohio und auch deren Motorlieferanten Hall-Scott Motor Car Company aufgekauft hatten, verloren die Fageol-Brüder die Macht über die Firma. Frank Fageol trat als Vize-Direktor der neu zusammengesetzten Firma ACF zurück, als diese ankündigte, von Kent nach Detroit übersiedeln zu wollen.

### Anfänge
Der Rücktritt von Frank Fageol führte auch dazu, dass sein Entwurf eines Stadtbusses mit zwei Motoren und 43 Sitzplätzen nicht von ACF gebaut wurde. Deshalb gründeten Frank und William Fageol zusammen mit Paul H. Brehm im Januar 1927 die Twin Coach Company, benannt nach dem Bus, der gebaut werden sollte. Als Produktionsstandort kaufte Twin Coach die freigewordenen Werkhallen in Kent, Ohio von ACF, entsprechend war der Sitz der neuen Firma ebenfalls Kent. Schon im August 1927 rollte der erste Bus aus den Werkhallen der Fageol Motors Company in Oakland. Die in Serie gebauten Busse mit der Bezeichnung Model 40 boten zwischen 37 und 41 sitzenden Fahrgästen Platz. Bereits im September 1928 waren mehr als 300 Twin-Coach-Busse bei verschiedenen Verkehrsunternehmen in Amerika unterwegs. Während die ersten Busse noch Motoren von Waukesha Engines hatten, wurde 1928 bei der Hercules Engine Co. in Canton, Ohio eine neue Halle zum Bau von Busmotoren eingerichtet, da Waukesha es ablehnte, die Motoren-Konstruktion für Fageol anzupassen. Mit der Zeit wurde die Produktpalette erweitert: 1929 folgte ein kleinerer Bus mit 21 Plätzen und nur einem Motor, Versionen mit einem Fassungsvermögen von 15 bzw. 26 sitzenden Passagieren folgten. Neben Benzin-Motoren standen auch Varianten mit Propan und Diesel als Treibstoff zur Verfügung. Weiter wurden Oberleitungsbusse sowie 21 gas-elektrische Busse gebaut. 1932 baute Twin Coach einen Zweiwege-Bus mit Eisenbahnrädern, die vom Fahrerarbeitsplatz aus abgesenkt werden konnten. Ebenfalls in den frühen 1930er Jahren kamen Lieferwagen für Milchprodukte und Bäckereien ins Programm und entwickelten sich zu einem Erfolg.

### Zweite Generation mit Heckmotor

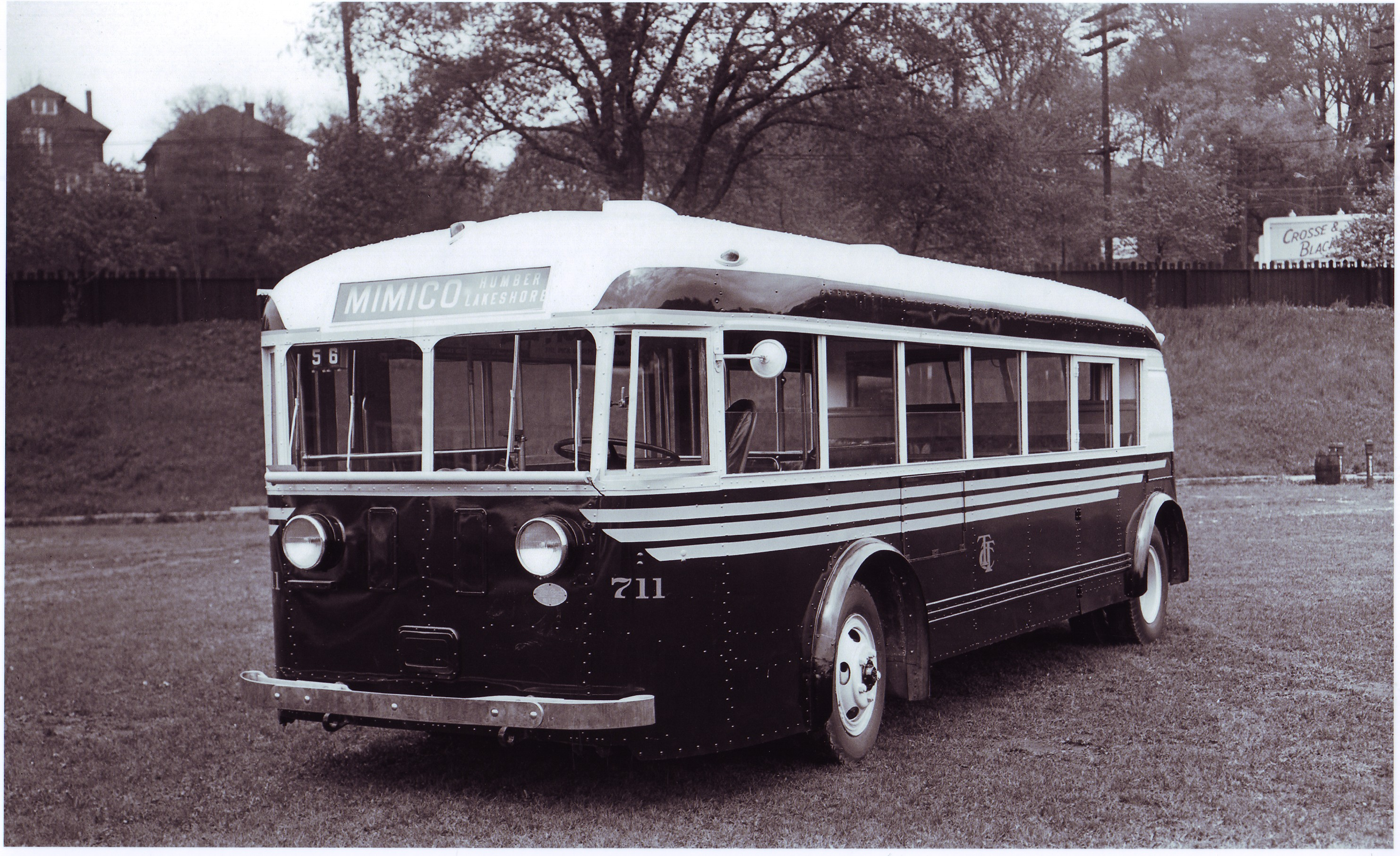
Ein Twin Coach 23-R in Toronto

1934 präsentierte Twin Coach das neue Model 37-R mit 37 Sitzplätzen und einem quer eingebauten Heckmotor, der rund 128 PS (94 kW) leistete. Um zu verhindern, dass staubige Luft in den Fahrgastraum gesaugt wird, platzierte man den Lufteinlass für den Fahrgastraum auf dem Dach. Auch die Kühlluft für den Motor wurde vom Dach her eingesaugt von zwei Lüftern auf den Seiten wieder hinausgedrückt. Später folgten die kleineren Modelle 30-R und 23-R mit 30 beziehungsweise 23 Sitzen, von letzterem wurden 1936 sogar fünf Busse mit faltbarem Stoffverdeck für den Einsatz auf Santa Catalina Island gebaut. In den Großraum New York City konnten vor dem Zweiten Weltkrieg 300 dieselelektrische Busse an verschiedene Betriebe verkauft werden. Auf Basis der zweiachsigen Serienfahrzeuge entstand 1938 ein erster vierachsiger Gelenkbus, der sogenannte Super Twin. Das Fahrzeug, das sowohl als Autobus wie auch als Oberleitungsbus erhältlich war, bot Platz für 58 sitzende und bis zu 120 stehende Fahrgäste. Anders als bei heutigen Gelenkbussen konnte das Gelenk des 47 Fuß (14,33 Meter) langen Super Twin nur vertikal geknickt werden. In Kurven wurden die Räder der letzten Achse wie bei einer Nachlaufachse gegenläufig zur Frontachse eingeschlagen. Nachdem keine Bestellungen für solche Fahrzeuge eingingen, wurde der dieselelektrische Vorführwagen nach Cleveland verkauft, wofür er zu einem dreiachsigen Oberleitungsbus umgebaut wurde. 1939 wurde das Design der Twin-Coach-Busse überarbeitet, sie bekamen unter anderem eine größere Windschutzscheibe. Kurz darauf wurde die Busproduktion allerdings wegen des Zweiten Weltkriegs heruntergefahren. Stattdessen wurden in den Produktionshallen von Twin Coach Pontonboote und Gondeln für Luftschiffe des Typs Goodyear K-Klasse für die United States Navy gebaut.

### Anleihen aus dem Flugzeugbau

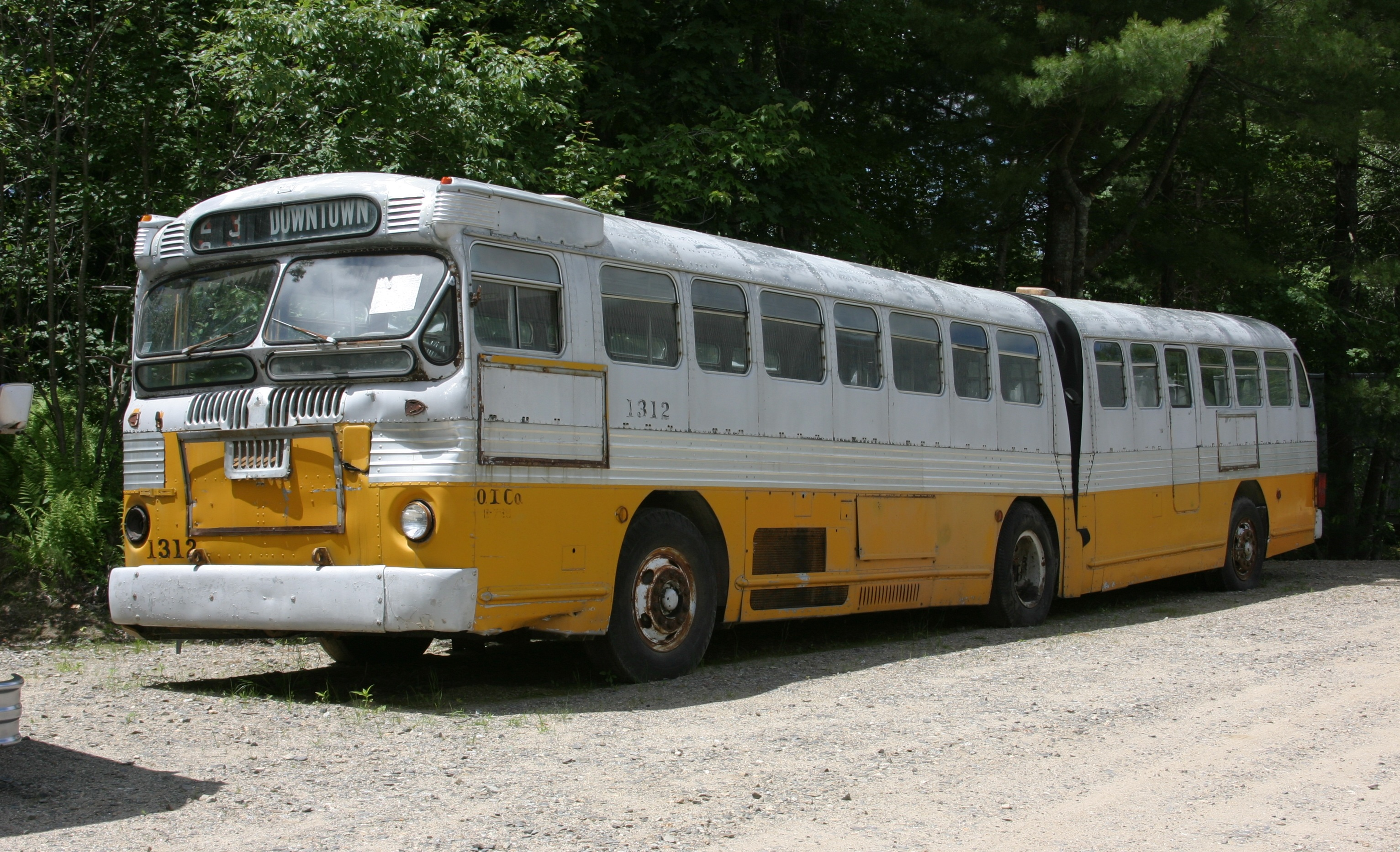
Ein Twin Coach 58-D Super Twin (1950) aus Omaha im Seashore Trolley Museum

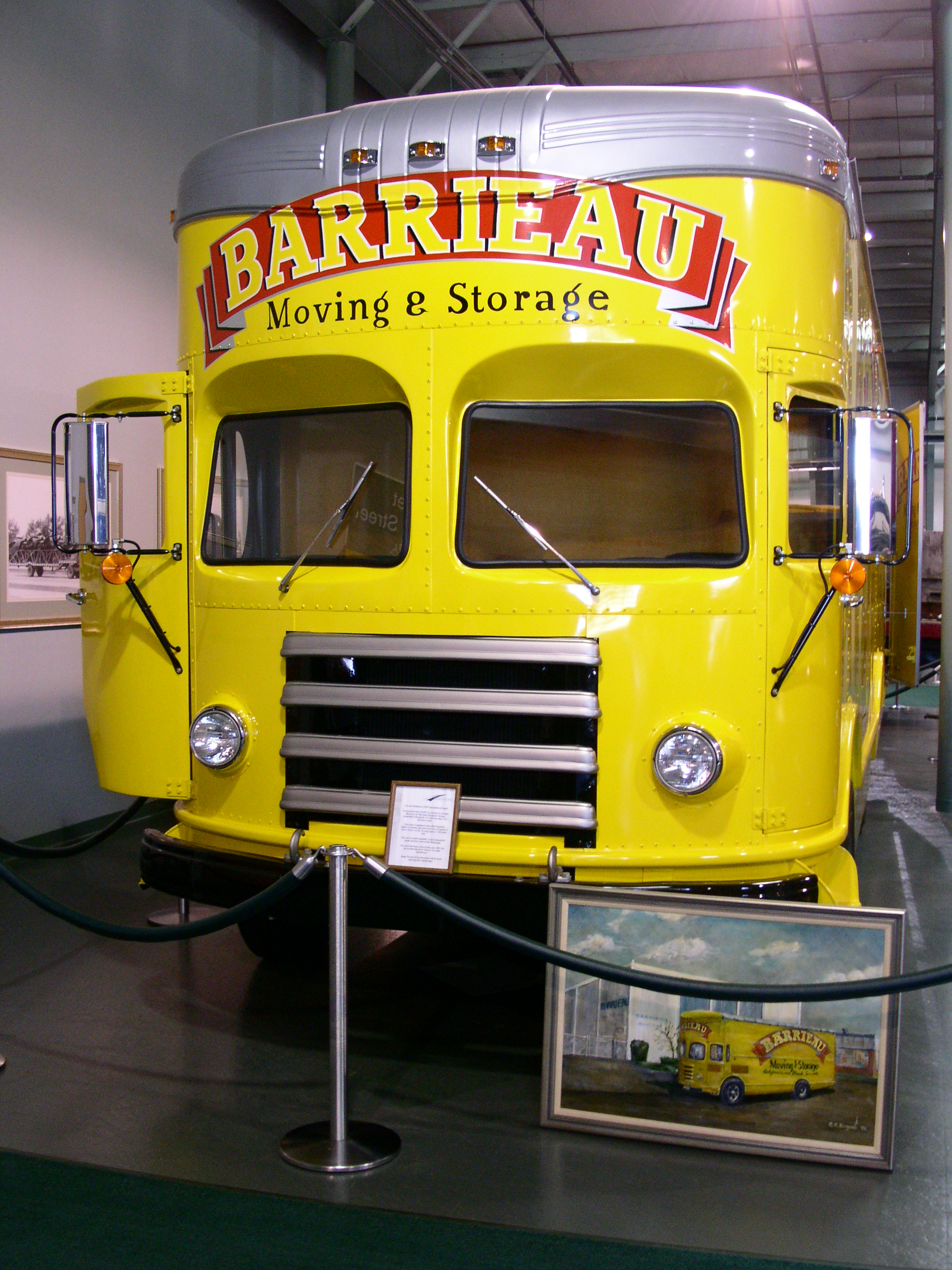
Ein Fageol super freighter als Umzugswagen

Im August 1946 konnte Twin Coach in Buffalo, New York beziehungsweise dessen Vorort Cheektowaga eine Fabrik mieten, in der vorher Flugzeugteile für Curtiss-Wright hergestellt worden waren. Twin Coach produzierte an diesem Standort vorwiegend Fahrzeuge für Kunden im Nordosten der Vereinigten Staaten. 1946 wurde auch die neue Generation von Twin-Coach-Bussen präsentiert, die aus fünf Grundmodellen bestand. Im Angebot waren Busse mit 34 (34-S), 37 (38-S), 40 (41-S) und 44 (44-S/44-D) Sitzplätzen. Die längste Version mit 44 Plätzen war dabei als 44-D auch wieder mit zwei Motoren erhältlich. Standardmäßig waren alle Fahrzeuge mit einem Sechs-Zylinder-Ottomotor angetrieben, der mit Benzin als Kraftstoff 182,5 PS leistete und über ein Wandlergetriebe die Hinterräder antrieb. Weitere Neuerungen der neuen Serie waren eine Gummifederung von B. F. Goodrich, die als Torsilastic Rubber Spring Suspension beworben wurde, Innenschwenktüren und eine Karosserie und ein Chassis aus Aluminium. Für die gewichtsparende genietete Aluminiumbauweise hatte man sich sowohl technisch, wie auch optisch vom Flugzeugbau inspirieren lassen. Davon zeugte nicht nur die rundliche Form der Busse, sondern auch ein Plakat, das die neue große Windschutzscheibe mit den nach unten geneigten Teilfenstern als Bomber Nose bezeichnete. Da man davon überzeugt war, dass das Konzept des Vorkriegs-Gelenkbusses gut war, baute Twin Coach 1946 einen weiteren Super Twin. Dieser ursprünglich mit zwei Ottomotoren ausgestattete Vorführwagen mit der Bezeichnung 58-DW wurde 1948 zum Oberleitungsbus umgebaut und an die Chicago Transit Authority verkauft. Dieses Mal gingen einige Bestellungen ein, der US Postal Service kaufte ein Exemplar als rollendes Postbüro und die Stadt Omaha, Nebraska bestellte fünf Fahrzeuge für den Stadtverkehr, die 1950 um zehn weitere Busse ergänzt wurden.

### Neue Produkte gegen Verkaufsprobleme
Während kurz nach dem Zweiten Weltkrieg noch viele Städte Neufahrzeuge bestellten und so es für die meisten Bushersteller genügend Aufträge gab, konnte Twin Coach ab 1949 kaum mehr Fahrzeuge absetzen. Im Gegensatz zum Jahr 1947, in dem 2200 Busse verkauft wurden, betrug das Auftragsvolumen 1949 mit 420 Fahrzeugen gerade noch ein Fünftel und im Jahr 1950 wurden nur noch 30 Busse verkauft. Mitverantwortlich dafür waren auch die Busse von General Motors mit Dieselmotoren, die seit den späten 1930er Jahren auf dem Markt waren und eine große Konkurrenz darstellten. Dies führte zum einen dazu, dass man wiederum mit Autogas getriebene Motoren einführte. Dies versprach gleich zwei Vorteile: zum einen war Autogas günstiger als Benzin, zum anderen leistete der Motor durch die höhere Oktanzahl des Gases 278,8 PS statt 182,5 PS wie bei der Benzinvariante. Durch diese Erweiterung der Produktpalette war Twin Coach laut eigener Werbung der einzige Bushersteller, der Motoren für Benzin, Diesel und Autogas anbot. Die angebotenen Autogas-Busse wurden gut angenommen, und so konnten 1951 wieder 751 Busse ausgeliefert werden. Durch die Verkaufsprobleme suchte man auch nach neuen Produkten wie dem Fageol super freighter, einem Lastwagen mit integrierter Kabine und Unterflurmotor. Dieser sollte eine höhere Ladekapazität als Standardlastwagen bieten und weniger wiegen sowie kürzer sein als Sattelzüge.
1951 vergab die US Army einen Auftrag über 1650 Fahrzeuge an Flxible und Twin Coach. Diese sollten je nach Bedarf als Bus, Lastwagen oder Krankentransportwagen eingesetzt werden. Aus dem als F-32 bezeichneten Militärbus wurde auch die neue zivile Serie abgeleitet, die als Fageoliner bezeichnet wurde. Allerdings waren die Busse, die eine geringere Kapazität als ihre Vorgänger hatten und mit Motoren von Cummins, Mack und Fageol-Leyland erhältlich waren, kein Erfolg, und es wurden nur 155 Exemplare gebaut.

### Einstellung der Bussparte und Namensänderung
Die Firma Flxible aus Loudonville, Ohio hatte sich zuvor einen Namen mit dem Bau von Rettungswagen, Leichenwagen und Reisebussen gemacht. Jedoch wurden bis im September 1952 keine Stadtbusse bei Flxible hergestellt, was sich änderte, als die Firma zusammen mit Twin Coach Busse für einen brasilianischen Betreiber baute. Diese Zusammenarbeit sollte beiden Firmen ermöglichen, für größere Bestellungen auf die Kapazitäten der jeweils anderen Firma zugreifen zu können. Dadurch sollte eine schnellere Auslieferung der Fahrzeuge garantiert werden. Erste Erfahrungen mit dem Prinzip hatte man bereits einige Monate zuvor beim Bau der Busse für die US Army gesammelt. Doch bereits 1953 übergab Twin Coach die Produktion von Bussen komplett an Flxible, die noch bis 1960 Busse im Twin-Coach-Design als Flxible Twin Coach produzierte. Mit 900 Autogas-Bussen war die Chicago Transit Authority der wichtigste Kunde der Flxible Twin-Coach-Baureihe, von der insgesamt 1034 Stück produziert wurden. Für den kanadischen Markt wurden in den 1950er Jahren Twin-Coach-Busse bei Leyland Motors of Canada Ltd. in Longueuil hergestellt.
Unter dem Namen Fageol Products Co. baute die Firma weiterhin Motoren, die an Nutzfahrzeughersteller verkauft wurden. Eine modifizierte Version des von Fageol entwickelten Busmotors wurde auch als Schiffsmotor angeboten. Die Schiffsmotorensparte wurde 1958 an die Crofton Mfg. Co. aus Los Angeles abgetreten. Twin Coach selbst stellte in den Hallen in Buffalo weiterhin erfolgreich Teile für die Boeing B-52, bevor die Firma schließlich 1962 zu Twin Industries umbenannt wurde.

## Busexporte

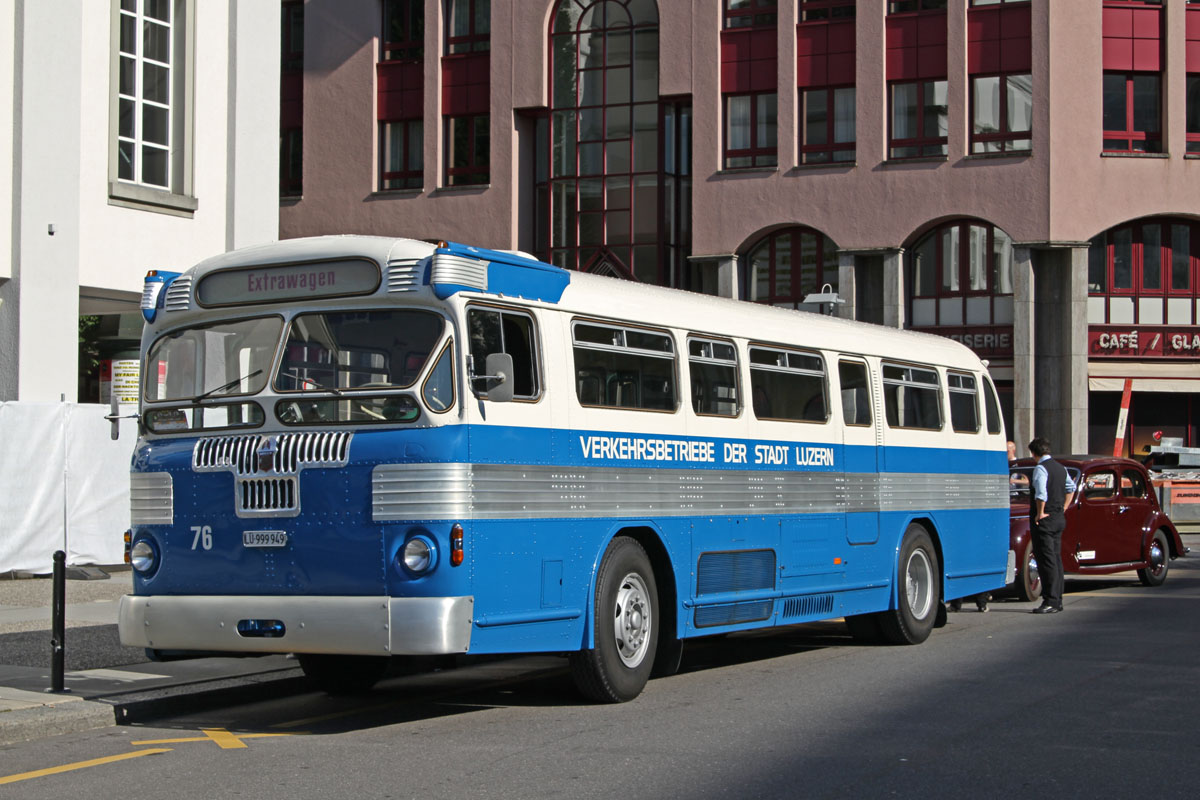
Ein Twin Coach/Hercules 38-SDT (1948) der Verkehrsbetriebe Luzern

Die meisten Fahrzeuge exportierte Twin Coach nach Kanada, wo sich zwischen 1948 und 1951 auch ein Werk von Twin Coach in Fort Erie, Ontario befand. Außerdem existierte während dieser Zeit auch eine Firma namens Twin Coach of Canada, Ltd. in Kanada, die eine hundertprozentige Tochter der amerikanischen Firma war. Die meisten anderen Exporte gingen nach Südamerika, es gelangten aber auch Fahrzeuge nach Kuba, Curaçao, Puerto Rico, Portugal, in die Türkei, in die Schweiz, in die Niederlande und auf die Philippinen.

### Verbreitung in Europa
Nach dem Zweiten Weltkrieg gelangten insgesamt 18 Busse von Twin Coach direkt ab Werk nach Europa:
| Anzahl | Typ    | Serien-Nr.           | Betreiber                   | Einsatzort    | Bemerkungen                                                            |
| ------ | ------ | -------------------- | --------------------------- | ------------- | ---------------------------------------------------------------------- |
| 1      | 34-S   | 692B                 | TAP Airlines                | Lissabon (P)  |                                                                        |
| 2      | 38-SDT | 1B-2B                | Titan AG                    | Zürich (CH)   | Dieselmotor, Vorführwagen 1953 an die Verkehrsbetriebe Luzern verkauft |
| 1      | 41-S   | 278                  | NEDAM's Autobus Onderneming | Roermond (NL) | 1953 an Maarse & Kroon verkauft                                        |
| 9      | 41-S   | 27; 279-281; 441-445 | Maarse & Kroon              | Aalsmeer (NL) | 1958 nach Ridderkerk verkauft                                          |
| 5      | 44-SDT | 1B-5B                | Verkehrsbetriebe Luzern     | Luzern (CH)   | Dieselmotor                                                            |

Anmerkung: Fahrzeuge mit dem Buchstaben B hinter der Seriennummer wurden in Buffalo, New York gebaut.
Außerdem gelangten acht Fahrzeuge des Typs 34-S nach Istanbul und auch in den türkischen Städten Izmir und Ankara kamen einzelne Busse von Twin Coach zum Einsatz.
Von den nach Europa gelieferten Bussen existierten 2014 noch ein 44-SDT und ein 38-SDT in betriebsfähigem Zustand, ein 38-SDT gelangte nach seinem Einsatz in Luzern nach Ungarn, wo er als Rezeption auf einem Campingplatz eingesetzt wurde, dieser Wagen existiert ebenfalls noch.

## Spätere Verwendung des Namens Twin Coach
1962 kaufte die Highway Products Co. einen Teil der ehemaligen Produktionshallen von Twin Coach, um dort hauptsächlich Lieferwagen für den US Postal Service herzustellen. Im Jahr 1965 nahmen sie auch einen Bus mit 25 Sitzen ins Programm auf, der als Twin Coach vermarktet wurde. 1969 wurde dieser durch ein neueres Modell mit 29 Sitzplätzen ersetzt, das bis 1975 produziert wurde. Insgesamt wurden von der Highway Products Co. rund 900 Twin-Coach-Busse hergestellt.